# Шеин, Иван Кузьмич
Ива́н Кузьми́ч Ше́ин (1 июля 1922, село Подгорное, Воронежская губерния — 15 октября 1943, у села Малый Букрин, Киевская область) — лейтенант Советской Армии, участник Великой Отечественной войны, Герой Советского Союза (1944, посмертно). Командир взвода 3-го батальона 22-й гвардейской мотострелковой бригады 6-го гвардейского танкового корпуса, 3-я гвардейская танковая армия, Воронежский фронт.

## Биография
Родился 1 июля 1922 года в селе Подгорное (ныне Новохопёрского района Воронежской области) в крестьянской семье. Русский. Окончил 7 классов. Работал в колхозе. В 1941 году призван Архангельским райвоенкоматом Воронежской области. В октябре 1942 года окончил ускоренный курс Одесского военного пехотного училища, эвакуированного в город Уральск, и был направлен на фронт, сражался на Сталинградском и Воронежском фронтах.
С 18 октября 1942 года лейтенант иван Шеин прибыл с пополнением на должность командира взвода в 343-й стрелковый полк 38-й стрелковой дивизии (2-го формирования) 64-й армии Сталинградского фронта. До конца октября участвовал в боях на южной окраине Сталинграда. 30 октября при отражении натиска войск 4-й танковой армии Германа Гота был тяжело ранен и надолго попал в госпиталь. В конце марта 1943 года вылечился и был направлен в 13-ю мотострелковую бригаду 12-го танкового корпуса, находившегося в тылу Брянского фронта в  районе Плавска Тульской области.
С 19 июля 1943 года принимал участие в Орловской наступательной операции в ходе Курской битвы. Отличился при форсировании Днепра и в боях на Букринском плацдарме. В ночь на 24 сентября под сильным огнём противника форсировал Днепр на рыбачьих лодках, со своим взводом ворвался в село Григоровка и выбил противника из северо-западной окраины населённого пункта, уничтожив до 20 противников, 2 станковых пулемёта, захватил две автомашины. 
15 октября 1943 года при атаке неприятеля подпустил на близкое расстояние противника и открыл огонь, после чего повёл бойцов в контратаку, обратив противника в бегство. Был смертельно ранен.
Представлен к награждению званием Героя Советского Союза за умелое выполнение боевых задач, отвагу и мужество, проявленное в боях за Днепр. Указом Президиума Верховного Совета СССР «О присвоении звания Героя Советского Союза генералам, офицерскому, сержантскому и рядовому составу Красной Армии» от 10 января 1944 года за «образцовое выполнение боевых заданий командования на фронте борьбы с немецко-фашистскими захватчиками и проявленные при этом отвагу и геройство» удостоен посмертно звания Героя Советского Союза. Награждён орденом Ленина (10.01.1944).
Похоронен в братской могиле в селе Малый Букрин Мироновского района Киевской области.